# Норкатер (Канзас)
Норкатер (англ. Norcatur) — місто (англ. city) в США, в окрузі Декатур штату Канзас. Населення — 159 осіб (2020).

## Географія
Норкатер розташований за координатами 39°50′5″ пн. ш. 100°11′20″ зх. д. / 39.83472° пн. ш. 100.18889° зх. д. (39.834753, -100.188776).  За даними Бюро перепису населення США в 2010 році місто мало площу 2,57 км², уся площа — суходіл.

## Демографія
Згідно з переписом 2010 року, у місті мешкала 151 особа в 74 домогосподарствах у складі 40 родин. Густота населення становила 59 осіб/км².  Було 101 помешкання (39/км²).
Расовий склад населення:
| - 98,7 % — білих |

До двох чи більше рас належало 1,3 %. Частка іспаномовних становила 2,0 % від усіх жителів.
За віковим діапазоном населення розподілялося таким чином: 17,9 % — особи молодші 18 років, 55,6 % — особи у віці 18—64 років, 26,5 % — особи у віці 65 років та старші. Медіана віку мешканця становила 51,3 року. На 100 осіб жіночої статі у місті припадало 128,8 чоловіків;  на 100 жінок у віці від 18 років та старших — 121,4 чоловіків також старших 18 років.
Середній дохід на одне домашнє господарство  становив 37 436 доларів США (медіана — 32 614), а середній дохід на одну сім'ю — 49 102 долари (медіана — 40 313). За межею бідності перебувало 15,7 % осіб, у тому числі 7,1 % дітей у віці до 18 років та 0,0 % осіб у віці 65 років та старших.
Цивільне працевлаштоване населення становило 65 осіб. Основні галузі зайнятості: освіта, охорона здоров'я та соціальна допомога — 30,8 %, сільське господарство, лісництво, риболовля — 21,5 %, транспорт — 12,3 %, роздрібна торгівля — 10,8 %.